# Perpezac-le-Blanc
Perpezac-le-Blanc é uma comuna francesa na região administrativa da Nova Aquitânia, no departamento de Corrèze. Estende-se por uma área de 19,42 km². Em 2010 a comuna tinha 472 habitantes (densidade: 24,3 hab./km²).